# Valdezufre
Valdezufre es una localidad española del municipio de Aracena, perteneciente a la provincia de Huelva, en la comunidad autónoma de Andalucía. 

## Geografía
Se localiza a 7 km del núcleo cabecera, Aracena. Consta de unos 380 habitantes y está ubicada en la Sierra de Aracena y Picos de Aroche. En esta zona el clima es mediterráneo. La vegetación característica son alcornoques, encinas, romeros y tomillos, etcétera. En la fauna del término se encuentra especies como ciervo, jabalí, zorro y buitre.

## Historia
Valdezufre fue fundado en un Camino Real (lo que actualmente es la Carretera Nacional N-433). Algunos habitantes de Zufre se instalaron en la zona para la vigilancia de los términos municipales de Aracena y Zufre.
A mediados del siglo XIX, la aldea, ya por entonces perteneciente a Aracena, tenía contabilizada una población de 108 habitantes. Aparece descrito en el decimoquinto volumen del Diccionario geográfico-estadístico-histórico de España y sus posesiones de Ultramar de Pascual Madoz de la siguiente manera:

VALDEZUFRE: ald. agregada al ayunt. y part. jud. de Aracena (1 1/4 leg.) en la prov. de Huelva. Está sit. en una pequeña colina; con clima templado, siendo las pleuresías las enfermedades mas comunes. Se compone de 27 casas sin nada en ellas notable; hay una ermita con culto dependiente en lo eclesiástico de Aracena, en cuyo térm. municipal está esta pequeña pobl. pobl.: 30 vec., 108 alm. contr.: con su ayuntamiento (V.).
(Madoz, 1849, p. 298)

## Economía
La actividad que predomina en Valdezufre es el sector primario, destacando su ganadería ovina y porcina y sus huertas que producen frutos como las patatas, habichuelas, pimientos, etcétera. También hay personas que se dedican al sector terciario, ya que poseen tiendas o bares.

## Fiestas
Las fiestas se dan en honor de nuestra patrona Santa Marina. A finales de mayo se celebra, lo que popularmente se conoce como “la romería chica”, porque la Virgen María no es trasladada a Valdezufre, sino que se le hace una misa en la ermita y a continuación los romeros pasan el día en sus campos.
El primer fin de semana de septiembre, se celebra la fiesta de la aldea, que consiste en trasladar la virgen a la aldea unos días antes de que empiece la fiesta. El viernes comienzan las fiestas por la noche, hay algunas atracciones, pero lo que predomina es el baile, al igual que el sábado, y el domingo por la mañana tocan la diana y horas después se celebra la romería grande, donde llevan a Santa Marina otra vez a la ermita y por la noche se sigue con el baile y por último el lunes por la noche se tiran cohetes que indican que la fiesta ya se ha terminado.